# Vespa

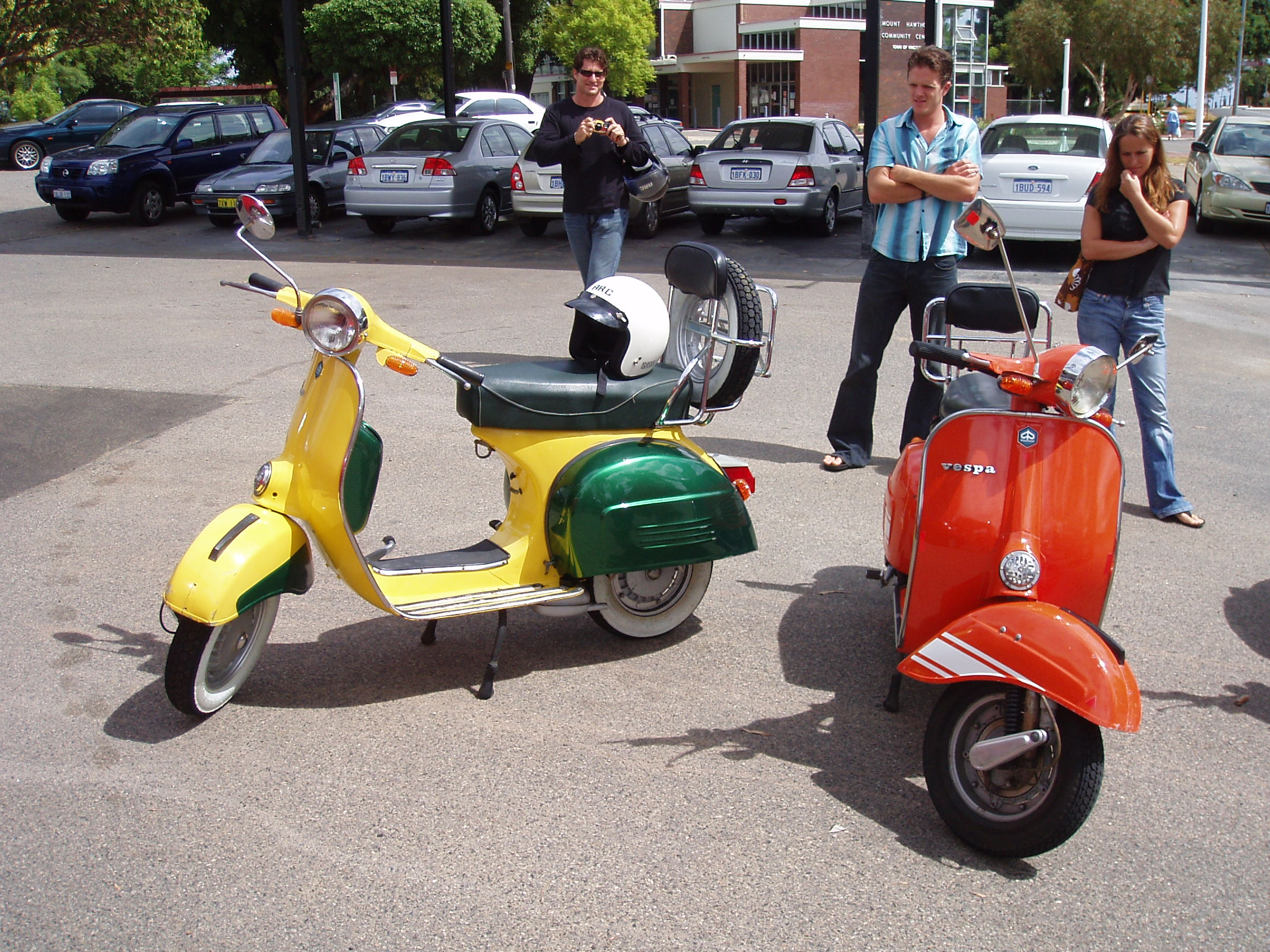
Classic Vespas in Perth, Western Australia

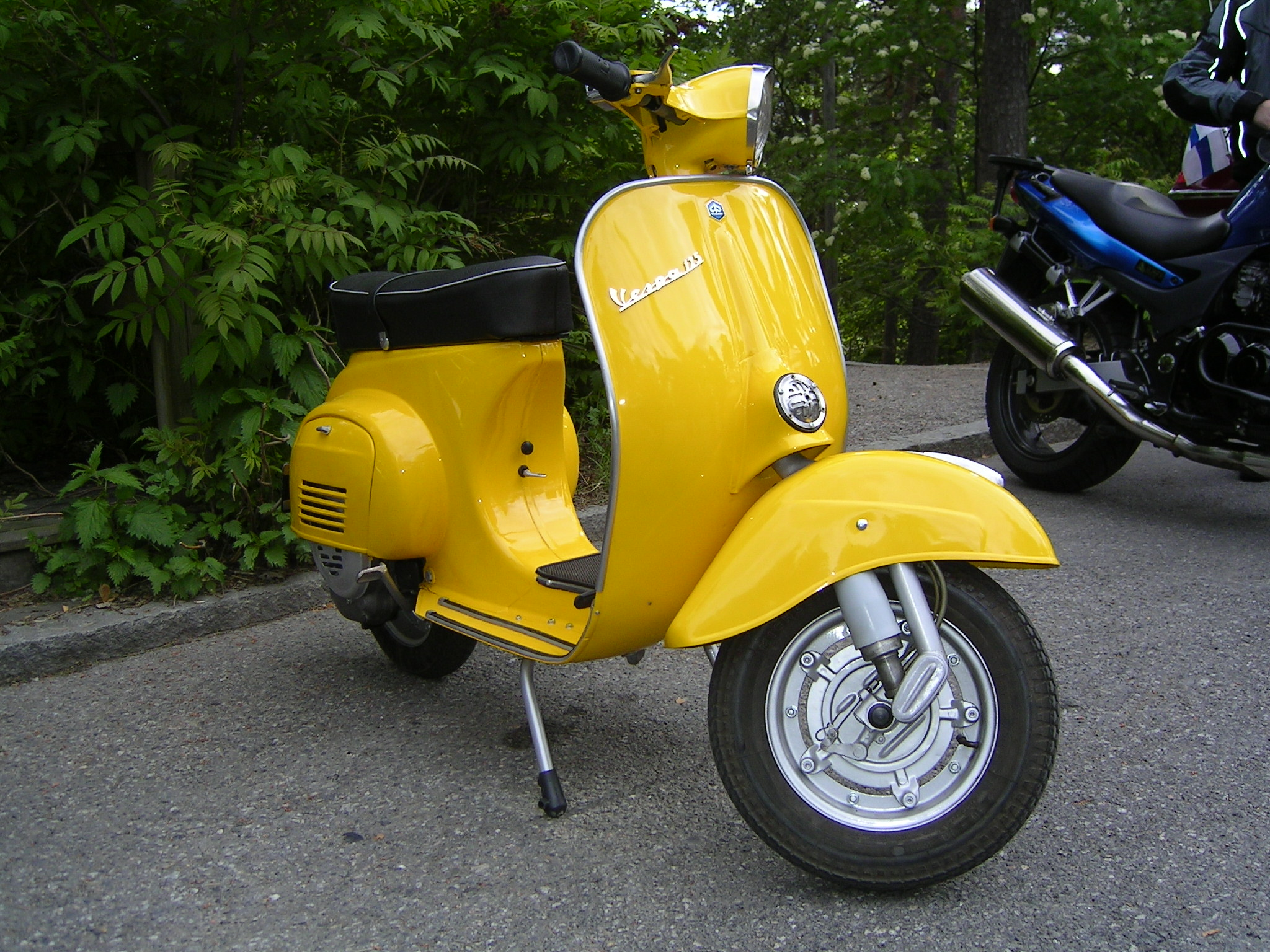
Chiếc Piaggio Vespa Primavera 125 phân khối

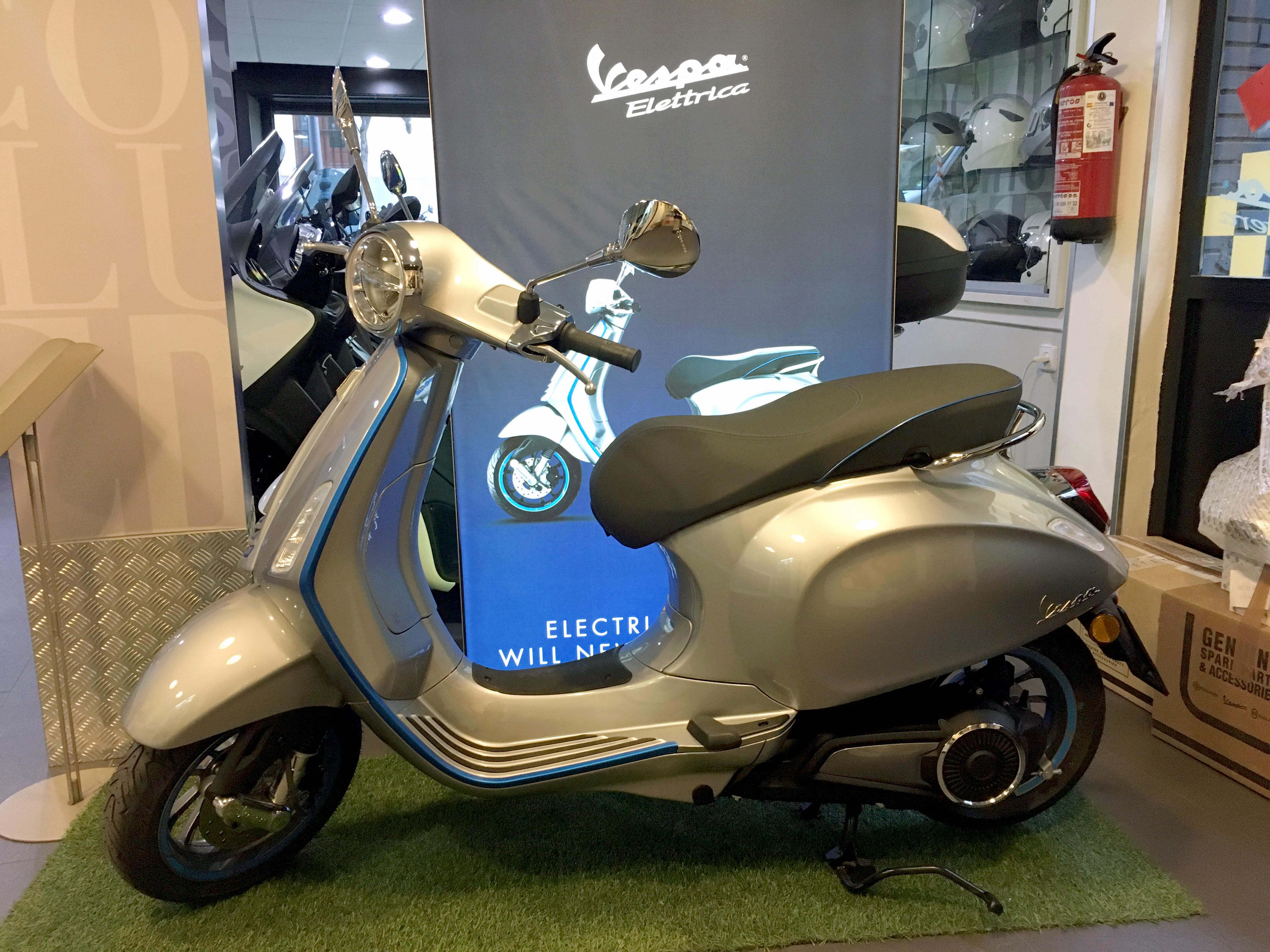
Xe máy điện Vespa Elettrica, Madrid năm 2019

Vespa là thương hiệu của dòng sản phẩm xe gắn máy yên thấp bánh nhỏ (scooter) của hãng Piaggio.Dòng xe này ra đời từ sau Chiến tranh thế giới thứ hai và ngày nay nó vẫn tiếp tục được sản xuất đến nay.

## Lịch sử
Sau Chiến tranh thế giới thứ hai, các nhà máy của Piaggio, vốn được biết đến như hãng sản xuất máy bay chiến đấu cho quân đội Ý, phải ngừng công việc liên quan đến khí tài và đứng trước nguy cơ đóng cửa. Cùng lúc đó, do hậu quả của việc thua trận, đời sống của người Ý trở nên thiếu thốn, phương tiện giao thông chủ yếu là xe đạp vì giá xăng dầu đắt đỏ và đường giao thông bị tàn phá. Nắm bắt được nhu cầu về một loại phương tiện giao thông thuận tiện và tiết kiệm, ông chủ của hãng Piaggio lúc đó là Enrico Piaggio đã đề ra hướng đi mới cho các nhà máy và công nhân của mình: Chuyển từ sản xuất phục vụ quân sự sang phục vụ dân sự.
Năm 1884, Rinaldo Piaggio (1864-1938) thành lập Công ty Piaggio tại Genoa với tên là "Piaggio &C". Địa điểm nhà máy của công ty được đặt tại Sestri Ponente với chức năng chuyên sản xuất các trang thiết bị cho tàu thủy. Sau đó, Rinaldo đã mở rộng sang hướng sản xuất các trang thiết bị cho tàu hoả, máy bay và mở thêm một nhà máy mới tại Finale Ligure.
Năm 1917, Rinaldo đã mở rộng hoạt động của Piaggio tại vùng Toscana với nhà máy đặt tại Pisa năm 1917 và tại Pontedera năm 1924.
Trong chiến tranh thế giới thứ II, Piaggio là một trong những hãng sản xuất máy bay, xe lửa, tàu thủy hơi nước, tàu thủy vượt Đại Tây Dương quan trọng của châu Âu.
Năm 1920, Rinaldo Piaggio đã hợp nhất các nhà máy ở Sestri, Finale & Pisa thành Hãng Piaggio.
Năm 1938, Rinaldo Piaggio qua đời và đã để lại toàn bộ gia sản của nhà máy tại Finale & Sestri cho người con trai cả là Armando Piaggio (1901-1978) quản lý.Còn nhà máy, tại Pisa và Pontedera ở vùng Toscana gần như bị chiến tranh thế giới thứ 2 phá huỷ hoàn toàn, được Rinaldo trao lại cho người con thứ Enrico Piaggio (1905-1965) điều hành.
Khi điều hành nhà máy, Enrico Piaggio đã nảy ra một ý tướng sản xuất một loại phương tiện đi lại rẻ hơn, thuận tiện hơn và ai cũng có thể dùng được nhưng phải bảo vệ được người lái và giữ cho người lái luôn sạch sẽ khi trời mưa...Để thực hiện được ý tưởng của mình, Enrico Piaggio đã cùng kỹ sư tài năng, người đã thiết kế chiếc máy bay trực thăng đầu tiên - Corrandino D'Ascanio - thiết kế nên chiếc xe scooter huyền thoại - Vespa.Vespa được coi là biểu tượng của thời kỳ tái thiết sau chiến tranh của Italy bởi vì nó được thiết kế dựa trên những phế tích còn lại của cuộc chiến tranh thế giới thứ II.
Năm 1946, những chiếc xe đầu tiên của dòng sản phẩm này được thiết kế bởi kỹ sư Corradino D'Ascanio và được sản xuất tại nhà máy chính của Piaggio tại Pontedera, Ý. Enrico Piaggio rất ấn tượng với kiểu dáng được vuốt tròn của khung và tiếng nổ khác biệt của động cơ xe nên đã nói: "Sembra una vespa!" (Nó cứ như con ong ấy). Chính câu nói này của ông mà kiểu xe mới được đặt tên là Vespa.
Năm 1948 là năm ra đời của chiếc xe ba bánh Ape đầu tiên. Ape đã giúp cho hoạt động thương mại của Italy khởi sắc trong thời kỳ hậu chiến. Kế đó, năm 1949 Piaggio đã cho xuất xưởng chiếc thuyền máy nhỏ Moscone và chiếc Vespa 400 vào năm 1957.
Năm 1964, hãng Piaggio được tách ra thành I.A.M Rinaldo Piaggio chuyên sản xuất sản phẩm phục vụ cho ngành hàng không và tàu hoả và Piaggio & C. chuyên sản xuất xe máy bánh nhỏ (scooter).
Năm 1965, Enrico Piaggio qua đời và để lại hãng Piaggio & C. cho người con rể Umberto Agnelli làm chủ tịch.Umberto Agnelli đã điều hành rất thành công nhà máy và cho ra đời chiếc xe đạp máy - Moped: Ciao vào năm 1967 và Bravo, Si vào giữa những năm 70 cùng hàng loạt những model mới hàng năm.
Những năm 90, Piaggio & C. được cổ phần hoá và được đổi tên thành Piaggio V.E. do Giovanni Alberto Agnelli làm chủ tịch.
Từ đầu năm 2000, việc kiểm soát của công ty đã được chuyển giao cho tập đoàn tài chính Morgan Grenfell Private Equity (công ty thành viên của tập đoàn Deutsche Bank). Dante Razzano trở thành chủ tịch của Piaggio từ tháng 5 năm 2001.
Ngoài thương hiệu Piaggio ra, tập đoàn còn sở hữu các thương hiệu: Gilera (xe máy bánh nhỏ và xe mô tô), Vespa (xe máy bánh nhỏ), Derbi (xe máy bánh nhỏ và xe máy bánh lớn) và Puch (xe máy bánh nhỏ). Bên cạnh đó, Piaggio còn là nhà sản xuất và cung cấp động cơ xe máy cho rất nhiều hãng xe máy trên thế giới từ những loại động cơ 50cc đến 1.000cc.Hơn thế nữa, vào ngày 24 tháng 7 năm 2001, một thoả thuận đã được ký kết, trong đó Piaggio nắm giữ 20% cổ phần của MV Agusta của Schiranna (Varese). Tập đoàn MV Agusta nổi tiếng với các nhãn hiệu MV, Husqvarna và Cagiva.
Tháng 10 năm 2003, Piaggio & C. S.p.A. chính thức chuyển giao sự quản lý cho Immsi Holding Co. với chủ tịch mới là - Ông Roberto Colaninno - cựu chủ tịch tập đoàn viễn thông Italy.